# Baptême de la Ligne
Pour un article plus général, voir Baptême.

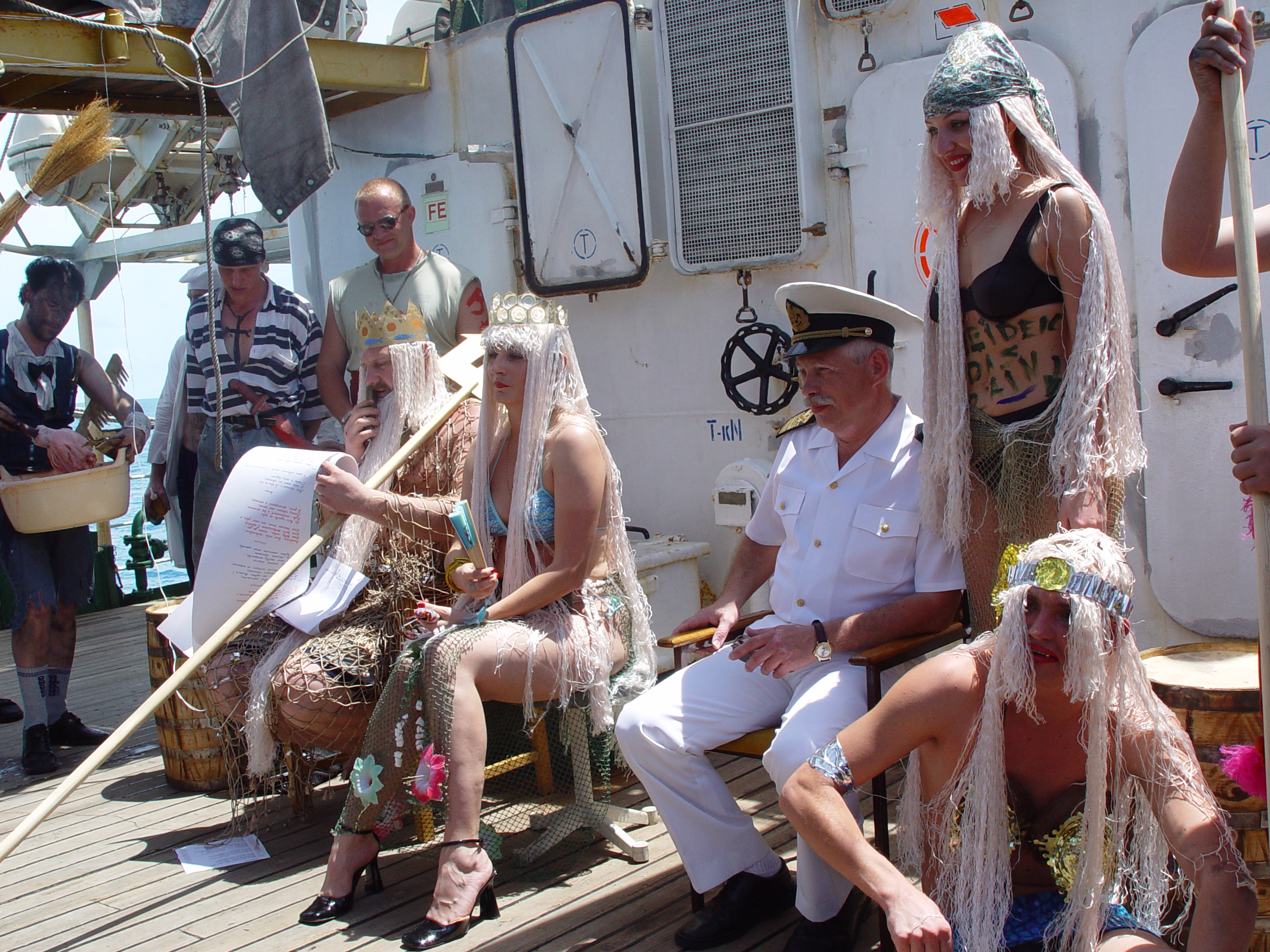
Participants un baptême de la Ligne polonais.

Le baptême de la ligne, ou encore baptême de l'équateur, est une fête organisée à bord d'un navire à l'occasion du passage de l'équateur terrestre ou du tropique par ce bateau.

## Description
La cérémonie comprend généralement l'aspersion avec de l'eau des personnes n'ayant jamais franchi ce parallèle, ce qui constitue une parodie de baptême. Dans le même temps, la hiérarchie à bord est momentanément renversée, le capitaine perdant son autorité au profit d'un individu déguisé de façon grotesque et incarnant par exemple Neptune.
La cérémonie du passage du tropique est décrite par Edouard Corbière dans Le Négrier (1832).
Dans la Marine nationale, ceux qui participent à cette cérémonie reçoivent le titre de « chevalier des mers » ainsi qu'un certificat à présenter lors de chaque franchissement de l'équateur, sans quoi il faudrait renouveler le « baptême ».
La tradition est ancienne et se perpétue aujourd'hui sur les navires de croisière. 
Des célébrations similaires peuvent avoir lieu, mais plus rarement, lors du franchissement du tropique du Cancer ou du Capricorne.
Dans son ouvrage intitulé De Buenos-Aires au Gran Chaco (1911),  Jules Huret a relaté ainsi son baptême de la Ligne :
"Ce jour-là, la salle à manger s’orne d’oriflammes et de banderoles, de lumières et de lampions multicolores, de guirlandes de verdure semées de roses de papier. C’est fête ! Tout le monde paraît content, tout le monde sourit. Les gens qui ne s'étaient pas encore parlé, se disent quelques mots en passant. Pendant le dîner, plus copieux, un défilé burlesque fait apparaître Neptune et les déesses de la mer, chargés de baptiser ceux qui pour la première fois franchissent l’Équateur. On tire des pétards au dessert, et chacun se coiffe de bonnets grotesques".